# Nene Hatun

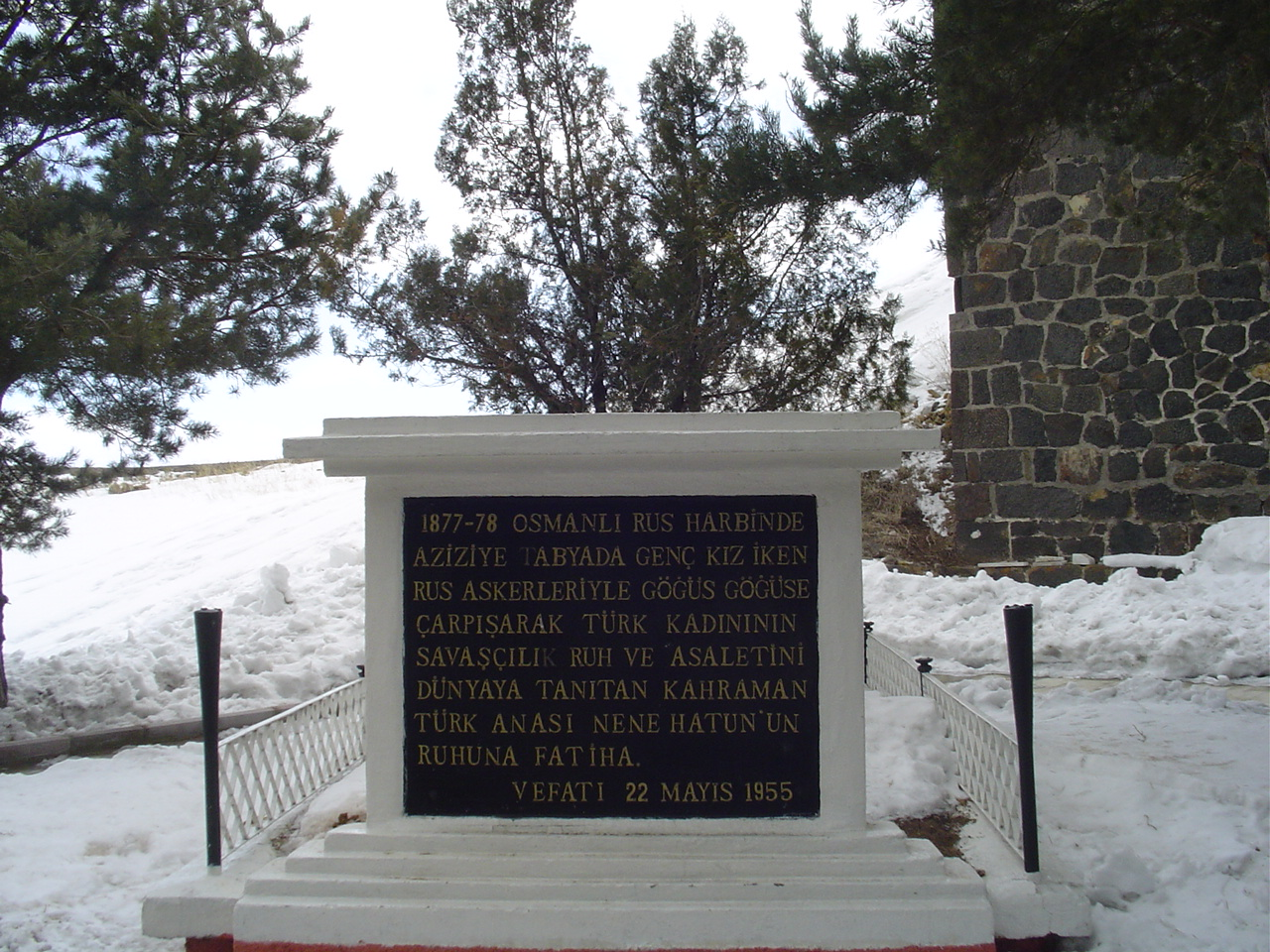
Fort Aziziye met het graf van Nene Hatun

Nene Hatun (1857- 22 mei 1955) was een Turkse volksheldin die een belangrijke rol speelde in de herinname van de vesting Aziziye in Erzurum tijdens de Russisch-Turkse Oorlog van 1877-1878.
In de nacht van 8 op 9 november  1877 werd de vesting Aziziye in Erzurum door Russische en Armeense troepen aangevallen. De Russen en Armeniërs wisten het fort binnen te komen en 500 Turkse soldaten werden gevangengenomen. De volgende ochtend, na de oproep voor het ochtendgebed, werd er in Erzurum vanuit de minaretten aan de inwoners bericht dat Russische soldaten het fort Aziziye hadden veroverd. De bevolking pakte hierop geweren, voor zover de burgers die hadden, voor de rest bijlen en ander huisgereedschap, om vervolgens het fort te bestormen. 
De Russische soldaten schoten de eerste rij Turkse burgers dood, maar de Turken bleven doorlopen en braken de ijzeren deuren open. Er begon een waar gevecht; het fort werd heroverd door de Turkse burgers. Het goed uitgeruste Russische leger verloor 2300 soldaten, aan de Turkse kant overleden er 1000 burgers.
Nene Hatun vertelde die dag als volgt:
 Op een nacht was mijn broer Hasan verwond teruggekomen van het slagveld. Aan de ene kant verzorgde ik zijn wonden, terwijl ik aan de andere kant mijn 3 maanden oude kind aan de borst had. Mijn broer overleed die nacht tussen mijn armen. Toen ik die ochtend het slechte nieuws vanuit de minaretten hoorde, kuste ik mijn broer op zijn voorhoofd, en pakte zijn geweer en andere wapens. We kwamen als een vloedgolf op fort Aziziye af. De vijand doodde roekeloos. Hij had goede wapens, en wij hadden ons geloof. Ik liep voorwaarts en mengde mij tussen de Dadassen. Mijn bijl ging onafgebroken heen en weer.